# Droga krajowa D10 (Chorwacja)
Droga krajowa D10 (chorw. Državna cesta D10) – droga krajowa na terenie Chorwacji. Przebiega przez żupanie zagrzebską i kopriwnicko-kriżewczyńską, tworząc połączenie autostrady A4 (węzeł Sveta Helena) z Vrbovcem, Prilesje, Gradcem i Križevci. W przyszłości ma powstać dalszy odcinek w kierunku granicy z Węgrami, jednak data rozpoczęcia prac nie jest jeszcze znana. Obecnie istnieje 35 km dwujezdniowej drogi ekspresowej.
W 2008 roku planowano rozbudowę drogi do postaci autostrady, nadanie jej oznaczenia A12 oraz przedłużenie w kierunku Węgier. Plany te spotkały się z krytyką mediów, uznających powstanie trasy za element kampanii wyborczej w związku ze zbliżającymi się wyborami samorządowymi. Po długotrwałym przestoju spowodowanym brakiem środków na rozpoczęcie budowy agencja Hrvatske autoceste odpowiedzialna za zarządzanie autostradami w kraju zapowiedziała w maju 2012 roku zaniechanie realizacji trasy. 20 czerwca 2012 roku rząd Chorwacji anulował projekt.